# یوشیمی نیشیگاوا
یوشیمی نیشیگاوا (انگلیسی: Yoshimi Nishigawa؛ زادهٔ ۸ آوریل ۱۹۵۳) ورزشکار ورزش شنا اهل ژاپن است.
وی در بازی‌های آسیایی ۱۹۷۰ و بازی‌های آسیایی ۱۹۷۴ در مجموع برندهٔ ۱۰ مدال طلا شده‌است.
وی در بازی‌های المپیک تابستانی ۱۹۶۸ و ۱۹۷۲ و ۱۹۷۶ در ۳ رویداد در هر دوره شرکت کرد و ۵ بار به فینال رسید.
وی با قایقران المپیکی تاکاشی مورایاما ازدواج کرد.